# Scytodes coronata
Scytodes coronata là một loài nhện trong họ Scytodidae.
Loài này thuộc chi Scytodes. Scytodes coronata được Tord Tamerlan Teodor Thorell miêu tả năm 1899.